# Alpinale
Die Alpinale ist ein internationales Kurzfilmfestival, das jährlich in Bludenz, Vorarlberg stattfindet. Gegründet in 1985, gilt sie als das älteste Kurzfilmfestival in Österreich. Die Jury der Alpinale zeichnet in DEN Kategorien Kurzspielfilm, Animation, VR, Horror und lokale Kurzfilme (v-shorts) die besten Werke aus und verleiht in den internationalen Wettbewerbskategorien das edle Goldene Einhorn. Außerdem, bestimmen die jungen Gäste den besten Kinderkurzfilm und für den internationalen Wettbewerb wird ebenfalls ein Goldenes Einhorn für den Publikumspreis vergeben.

## Programmgestaltung und Organisation
An fünf aufeinander folgenden Tagen im August werden Kurzfilme – wenn es die Witterung ermöglicht im Open Air Kino unter freiem Himmel – gezeigt und von einer Jury in mehreren Kategorien mit dem Goldenen Einhorn prämiert. Das Filmfestival hat den Zweck, Newcomern des Filmschaffens, ob aus dem professionellen oder nicht-professionellen Bereich, aus allen Ländern, hauptsächlich aber aus dem europäischen Raum, in Vorarlberg zusammenzubringen. Sie sollen untereinander Kontakte knüpfen, Meinungen austauschen, Erfahrungen sammeln sowie ihre Filmwerke dem Publikum vorstellen und über die Filme diskutieren.
Das Filmfestival wird als Verein geführt und von ehrenamtlichen Mitarbeitern organisiert.

## Geschichte

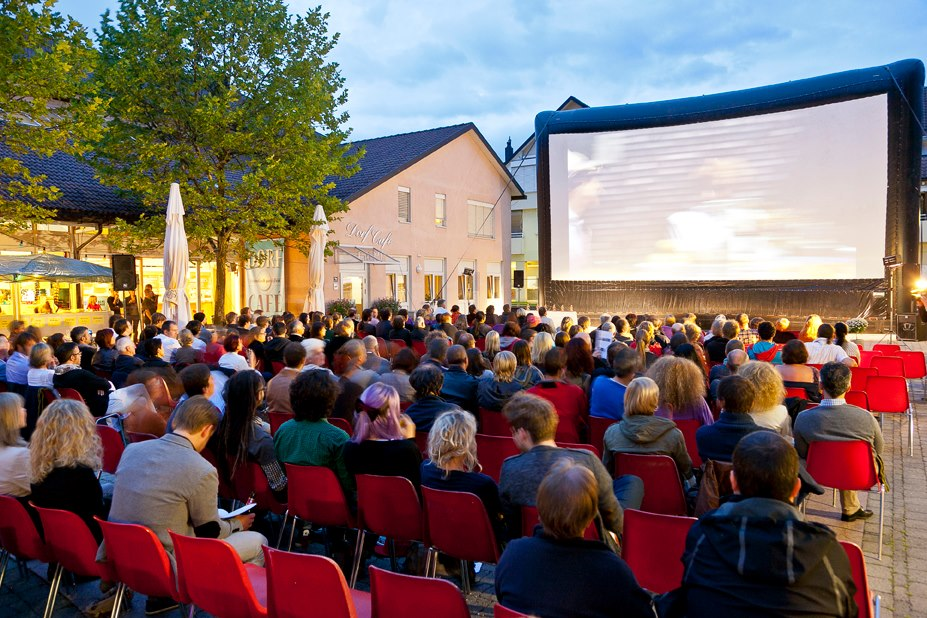
Alpinale Open Air 2012

1982 legten der damalige Film-Amateur Otmar Rützler und der Journalist Günther J. Wolf (Organisator der Bludenzer Literaturtage) den Grundstein für die Alpinale. Zunächst kamen Nachwuchsliteraten und Amateurfilmer zu einem gemeinsam veranstalteten Wettbewerb zusammen. Schon in den zwei darauf folgenden Jahren wurden Wettbewerbe für Amateur- und Nachwuchsfilmmacher veranstaltet. 1985 wurde dann unter der Bezeichnung Alpinale das erste internationale Filmfestival für professionell produzierte Kurz- und Langfilme sowie Amateurfilme in Bludenz veranstaltet.
Das Festival wurde von der im selben Jahr gegründeten Organisation Alpenländische Film- und Autorenakademie getragen, deren Hauptaufgabe die Durchführung des Filmfestivals Alpinale wurde. Nach einem erfolgreichen Start traten später Probleme auf, als der ehrenamtliche Verein hohe Schulden ansammelte. Unter der vorübergehenden Leitung von Luigi Seravalli gelang es dem neu organisierten Verein ALPINALE Vorarlberg ab 1992, die Schulden abzubauen. Obmann Alexander Metzler und Festivalleiter Otmar Rützler waren maßgeblich an dieser Aufgabe beteiligt. Parallel zum Hauptbewerb wurde 1993 das „ALPINALE Kinderfilmfest“ gegründet.
Trotzdem gab es weiterhin finanzielle Probleme und Konflikte mit der Stadt Bludenz. Dies führte dazu, dass die ALPINALE 1999 zum letzten Mal im Freien stattfand. Das Festival fand vorübergehend im örtlichen Kino statt, bevor es 2003 unter der neuen Leitung von Alexander Strolz, in Nenzing eine neue Heimat fand. Die Goldenen Einhörner als die edelsten Fabelwesen wurden als Preise beibehalten.
2005 entstand mithilfe des Coachings von jetziger Festivalleiterin von „Crossing Europe“ die Idee, Vorarlberger Filmschaffenden eine Plattform zu bieten. Ab 2006 wurden Kurzfilme in der neuen Kategorie „v-shorts“ präsentiert, um den Bezug zu Vorarlberg zu stärken. Christian Wachter übernahm 2006 die Leitung des Vereins und Manuela Mylonas wurde Ende 2008 zur Obfrau und Festivalleiterin gewählt. Unter Mylonas' Führung erfolgte eine Umstrukturierung, bei der die ALPINALE sich klar als Kurzfilmfestival positionierte. Seitdem trägt das Festival offiziell den Namen „ALPINALE Kurzfilmfestival“. Die Organisation wurde in den letzten Jahren kontinuierlich verbessert und erweitert.
Nach 16 erfolgreichen Jahren in Nenzing kehrte das Goldene Einhorn 2020 nach Bludenz zurück. Die Infrastruktur in Nenzing stieß an ihre Grenzen, was Unterkunft, Erweiterung des Programms und Bewirtung betraf. Die ALPINALE ist dankbar für die schöne Zeit in Nenzing und sieht in Bludenz ideale Bedingungen für ihre Weiterentwicklung.

## Preistragende Filme
In den Kategorien „Bester Kurzspielfilm“, „Bester Kurzfilm Animation“ und „Bester Kinderkurzfilm“ sowie für den Publikumspreis wird jeweils der Hauptpreis, das „Goldene Einhorn“, vergeben. Für die drei Spezialkategorien werden individuelle Preise vergeben. Das „Blutige Einhorn“ geht wird in der Kategorie „Bester Kurzfilm Horror“ verliehen, das „VR-Einhorn“ an den Gewinnerfilm der Kategorie „Bester Kurzfilm VR-Shorts“ und eine Filmklappe mit 500 € Preisgeld wird an den besten regionalen Kurzfilm in der Kategorie „v-shorts“ verliehen.
Die prämierten Filme werden von zwei Juroren-teams mit jeweils drei Juroren bestimmt. Eine Jury bestimmt die Auswahl der Gewinnerfilme in den Hauptkategorien, „Bester Kurzspielfilm“ und „Bester Kurzfilm Animation“ und das zweite Jury-team ernennt die Gewinner im Spezialprogramm (Horror, VR-Shorts und v-shorts). Zusätzlich werden zwei andere Goldenen Einhörner als Publikumspreis und in der Kategorie „Bester Kinderkurzfilm“ von den Festivalgästen selbst abgestimmt.
Gelistet sind Gewinner der letzten Alpinalefestivals (bis einschließlich 2003).

### 2025
| Preis                                | Film             | Regie                 | Land        |
| ------------------------------------ | ---------------- | --------------------- | ----------- |
| Bester Kurzspielfilm                 | Skin on skin     | Simon Schneckenburger | Deutschland |
| Bester Kurzfilm v-shorts             | Das alte Mädchen | Hanna Mathis          | Österreich  |
| Bester Kurzfilm Animation            | Detlev           | Ferdinand Ehrhardt    | Deutschland |
| Bester Kinderkurzfilm                | Matildas Monster | Marc André Misman     | Deutschland |
| Bester Kurzfilm Horror               | Tiny thing       | Joshua Giuliano       | USA         |
| Bester Kurzfilm VR-shorts            | Finally me       | Marcio Sal            | Brasilien   |
| Publikumspreis                       | The Terrorist    | Meena Rathor          | Norwegen    |
| Lobende Erwähnung Kurzfilm Animation | Sopa fria        | Marta Monteiro        | Portugal    |
| Lobende Erwähnung Kurzspielfilm      | La asistente     | Pierre Llanos         | Peru        |
| Lobende Erwähnung Kurzspielfilm      | Allégresse       | Gillie Cinneri        | Belgien     |

### 2024
| Preis                           | Film                        | Regie                 | Land        |
| ------------------------------- | --------------------------- | --------------------- | ----------- |
| Bester Kurzspielfilm            | Things unheard of           | Ramazan Kilic         | Türkei      |
| Bester Kurzfilm v-shorts        | Hægtesse                    | Eve Roth              | Österreich  |
| Bester Kurzfilm Animation       | The last bar                | Arne Hain             | Deutschland |
| Bester Kinderkurzfilm           | Bloom                       | Michael Dämmig        | Deutschland |
| Bester Kurzfilm Horror          | The hand that feeds         | Helen Hideko          | Österreich  |
| Bester Kurzfilm VR-shorts       | From the main square        | Pedro Harres          | Deutschland |
| Publikumspreis                  | The red suitcase            | Cyrus Neshvad         | Luxemburg   |
| Lobende Erwähnung Kurzspielfilm | Crush                       | Florian Kuhn          | Australien  |
| Lobende Erwähnung Kurzspielfilm | Everybody leaves in the end | Simon Schneckenburger | Deutschland |

### 2023
| Preis                                                  | Film                       | Regie                                                                              | Land        |
| ------------------------------------------------------ | -------------------------- | ---------------------------------------------------------------------------------- | ----------- |
| Bester Kurzspielfilm                                   | Das andere Ende der Straße | Kálmán Nagy                                                                        | Österreich  |
| Publikumspreis                                         | Ein Mord frei              | Ares Ceylan                                                                        | Deutschland |
| Bester Kinderkurzfilm                                  | Kayak                      | Solène Bosseboeuf, Flore Dechorgnat, Tiphaine Klein, Auguste Lefort, Antoine Rossi | Frankreich  |
| Bester Kurzfilm Animation                              | Scale                      | Joseph Pierce                                                                      | Frankreich  |
| Bester Kurzfilm Horror                                 | The Tenant                 | Lucas Paulino, Ángel Torres                                                        | Spanien     |
| Bester Vorarlberger Beitrag (v-shorts)                 | Nelly’s Story              | Jonas Steinacker                                                                   | Österreich  |
| Bester Kurzfilm VR-Shorts                              | Unframed                   | Martin Charrière                                                                   | Schweiz     |
| Lobende Erwähnung (Kategorie Bester Kurzfilm v-shorts) | The Hound                  | Lara Smith                                                                         | Österreich  |
| Lobende Erwähnung (Kategorie Bester Kurzspielfilm)     | Radio Silence              | Kerren Lumer-Klabbers                                                              | Dänemark    |
| Lobende Erwähnung (Kategorie Beste Animation)          | The Record                 | Jonathan Laskar                                                                    | Schweiz     |

### 2022
| Preis                                  | Film                                   | Regie             | Land           |
| -------------------------------------- | -------------------------------------- | ----------------- | -------------- |
| Bester Kurzspielfilm                   | Lili Alone                             | Zou Jing          | China          |
| Publikumspreis                         | Neuzeit                                | Stefan Langthaler | Österreich     |
| Bester Kinderkurzfilm                  | Ole, Benni und der Rest des Universums | Anna Ludwig       | Deutschland    |
| Bester Kurzfilm Animation              | What Resonates in Silence              | Marine Blin       | Frankreich     |
| Bester Kurzfilm Horror                 | Hungry Joe                             | Sam Dawe          | Großbritannien |
| Bester Vorarlberger Beitrag (v-shorts) | Leer                                   | Marios Glöckner   | Österreich     |
| Bester Kurzfilm VR-Shorts              | Together Apart                         | Demian Albers     | Niederlande    |
| Lobende Erwähnungen                    | v-shorts: Topfpalmen                   | Rosa Friedrich    | Österreich     |

### 2021
| Preis                                  | Film | Regie | Land                             |
| -------------------------------------- | --- | --- | -------------------------------- |
| Bester Kurzspielfilm                   | SquishThe Van | Xavier SeronErenik Beqiri                                                                                        | Belgien Frankreich               |
| Publikumspreis                         | Orquesta Los Bengalas | David Valero Simón                                                                                               | Spanien                          |
| Bester Kinderkurzfilm                  | Die Wolfsbande | Lydia Bruna | Deutschland                      |
| Bester Kurzfilm Animation              | Plantarium | Tomek Ducki | Polen                            |
| Bester Kurzfilm Horror                 | Bad Hair | Oskar Lehemaa | Estland                          |
| Bester Vorarlberger Beitrag (v-shorts) | Small World | Lara Smith | Österreich                       |
| Bester Kurzfilm VR-Shorts              | Kinshasa Now | Marc Henri Wajnberg                                                                                              | Belgien                          |
| Lobende Erwähnungen                    | Kurzspielfilm: White Eye Kurzspielfilm: Wildflowers – The Children of Never v-shorts: Ein gepflegtes Leben v-shorts: Mountain CatHorror: O.I. | Tomer Shushan, Ammen Simpson Ogedengbe, Adam Graf und Tobias Kerber Lchagwadulam Pürew-Otschir N‘cee van Heerden | Israel Belgien Österreich Kanada |

### 2020
| Preis                       | Film                  | Regie                           | Land        |
| --------------------------- | --------------------- | ------------------------------- | ----------- |
| Bester Kurzspielfilm        | Das Urteil im Fall K. | Özgür Anil                      | Österreich  |
| Bester Kurzfilm Animation   | Tadpole               | Jean-Claude Rozec               | Frankreich  |
| Publikumspreis              | Whales don't swim     | Matthieu Ruyssen                | Frankreich  |
| Bester Kinderkurzfilm       | Tobi und der Turbobus | Verena Fels                     | Deutschland |
| Bester Kurzfilm Horror      | 9 Steps               | Marisa Crespo und Moises Romera | Spanien     |
| Bester Vorarlberger Beitrag | Der kleine Tod        | Christoph Rohner                | Österreich  |

### 2019
| Preis                         | Film                                | Regie             | Jahr | Land           |
| ----------------------------- | ----------------------------------- | ----------------- | ---- | -------------- |
| Bester Kurzfilm International | Hörst du, Mutter?                   | Tuna Kaptan       | 2019 | Türkei         |
| Bester Kurzfilm Animation     | Inanimate                           | Lucia Bulgheroni  | 2018 | Großbritannien |
| v-shorts                      | 1 + 1 = 1                           | Rupert Höller     | 2019 | Österreich     |
| Bester Kurzfilm Hochschule    | Shabbos Kallah                      | Aleena Chanowitz  | 2017 | Israel         |
| Preis der Jury                | Portrait of my family in my 13 year | Omri Dekel-Kadosh | 2017 | Israel         |
| Lobende Erwähnung             | Der Hund bellt                      | Stefan Polasek    | 2018 | Österreich     |
| Publikumspreis                | Die Schwingen des Geistes           | Albert Meisl      | 2018 | Österreich     |
| Kinderfilm-Publikumspreis     | Ameise                              | Julia Ocker       | 2018 | Deutschland    |
| Bester Kurzfilm Horror        | Point of View                       | Justin Harding    | 2015 | Kanada         |

### 2018
| Preis                | Film                                                             | Regie                              | Land / Jahr |
| -------------------- | ---------------------------------------------------------------- | ---------------------------------- | ----------- |
| Preis der Jury       | Entschuldigung, ich suche den Tischtennisraum und meine Freundin | Bernhard Wenger                    | D/A 2018    |
| Publikumspreis       | El escarabajo al final de la calle                               | Joan Vives Lozano                  | ES 2017     |
| Internationaler Film | Maneki Neko                                                      | Manolis Mavris                     | GR 2017     |
| Hochschulfilm        | All the tired horses                                             | Sebastian Mayr (Filmakademie Wien) | A 2017      |
| Animationsfilm       | Catherine                                                        | Britt Raes                         | BE 2016     |
| Vorarlberg Shorts    | Metastaaten                                                      | Felix Kalaivanan                   | A 2018      |
| Kinderkurzfilm       | Halim                                                            | Werner Fiedler                     | A 2017      |

### 2017
| Preis                | Film                     | Regie                  | Land / Jahr |
| -------------------- | ------------------------ | ---------------------- | ----------- |
| Preis der Jury       | Child                    | Iring Freytag          | D 2016      |
| Publikumspreis       | The Chop                 | Lewis Rose             | GB 2015     |
| Internationaler Film | Schroot                  | Anthony Van Roosendael | BEL 2015    |
| Hochschulfilm        | Watu Wote – All of us    | Katja Benrath          | D 2016      |
| Animationsfilm       | TIS                      | Chloë Lesueur          | FR 2016     |
| Vorarlberg Shorts    | Für eine Handvoll Silber | Adrian Vögel           | A 2016      |

### 2016
| Preis                | Film           | Regie             | Land / Jahr |
| -------------------- | -------------- | ----------------- | ----------- |
| Preis der Jury       | Balcony        | Toby Fell-Holden  | GB 2015     |
| Publikumspreis       | Balcony        | Toby Fell-Holden  | GB 2015     |
| Internationaler Film | Die Badewanne  | Tim Ellrich       | A 2015      |
| Hochschulfilm        | [Out of Fra]me | Sophie Linnenbaum | D 2015      |
| Animationsfilm       | Dissonance     | Till Nowak        | D 2015      |
| Vorarlberg Shorts    | Det er her     | Moritz Sonntag    | A/NO 2015   |

### 2015
| Preis                | Film                  | Regie                | Land / Jahr |
| -------------------- | --------------------- | -------------------- | ----------- |
| Preis der Jury       | Forever Over          | Erik Schmitt         | D 2014      |
| Publikumspreis       | Forever Over          | Erik Schmitt         | D 2014      |
| Internationaler Film | ANOMALO               | Aitor Gutierrez      | ES 2014     |
| Hochschulfilm        | Faltboote und Heringe | Elena Brotschi       | CH 2014     |
| Animationsfilm       | under_construction    | Marcin Wojciechowski | PL 2014     |
| Vorarlberg Shorts    | Welcome to Candyland  | Jakob Kasimir        | A 2015      |

### 2014
| Preis                | Film              | Regie             | Land / Jahr |
| -------------------- | ----------------- | ----------------- | ----------- |
| Preis der Jury       | House of Dust     | Jean-Claude Rozec | F 2013      |
| Publikumspreis       | Nashorn im Galopp | Erik Schmitt      | D 2013      |
| Internationaler Film | Penny Dreadful    | Shane Atkinson    | USA 2012    |
| Hochschulfilm        | Breathless        | Johann Dulat      | F 2013      |
| Animationsfilm       | Wind              | Robert Löbel      | D 2013      |
| Vorarlberg Shorts    | end.wurf          | Tone Fink         | A 2014      |

### 2013
| Preis                | Film                                               | Regie                               | Land / Jahr |
| -------------------- | -------------------------------------------------- | ----------------------------------- | ----------- |
| Preis der Jury       | Kolona                                             | Ujkan Hysaj                         | KO 2012     |
| Publikumspreis       | Stufe Drei                                         | Nathan Nill                         | D 2012      |
| Internationaler Film | The Mass of Men                                    | Gabriel Gauchet                     | GB 2012     |
| Hochschulfilm        | Fliehkraft                                         | Benjamin Teske                      | D 2012      |
| Animationsfilm       | Miniyamba                                          | Luc Perez                           | DK/F 2012   |
| Animationsfilm       | Bitseller                                          | Juanma Sanchez Cervantes            | ES 2013     |
| Vorarlberg Shorts    | Improvisation am Vorarlberger Landeskonservatorium | Cornelia Baumgartner, Daniel Mathis | A 2012      |
| Kinderfilm           | Das Geheimnis des Magiers                          | Joram Lürsen                        | NL 2010     |

### 2012
| Preis                | Film                                          | Regie                            | Land / Jahr |
| -------------------- | --------------------------------------------- | -------------------------------- | ----------- |
| Preis der Jury       | Guang                                         | Quek Shio Chuan                  | MAL 2011    |
| Publikumspreis       | Mädchenabend                                  | Timo Becker                      | D 2011      |
| Internationaler Film | Mon Amoureux                                  | Daniel Metge                     | F 2011      |
| Hochschulfilm        | Hatch                                         | Christoph Kuschnig               | A 2012      |
| Animationsfilm       | Edmond Was A Donkey                           | Franck Dion                      | F 2012      |
| Vorarlberg Shorts    | The Dust And The Living One                   | Noemi Preiswerk, Janine Barbisch | A 2011      |
| Kinderfilm           | Das große Rennen – Ein abgefahrenes Abenteuer | André F. Nebe                    | I/D 2008    |

### 2011
| Preis                | Film                  | Regie                                                            | Land / Jahr |
| -------------------- | --------------------- | ---------------------------------------------------------------- | ----------- |
| Preis der Jury       | Morir cada día        | Aitor Echeverría                                                 | E 2010      |
| Publikumspreis       | Heimatland            | Andrea Schneider, Fabio Friedli, Loretta Arnold, Marius Portmann | CH 2010     |
| Internationaler Film | Enfant de Yak         | Christophe Boula                                                 | F 2010      |
| Hochschulfilm        | Eisblumen             | Susan Gordanshekan                                               | D 2011      |
| Animationsfilm       | Millhaven             | Bartek Kulas                                                     | PL 2010     |
| Vorarlberg Shorts    | Way to School         | Mathias Herbster                                                 | A 2010      |
| Kinderfilm           | Die Stimme des Adlers | René Bo Hansen                                                   | S/D 2009    |

### 2010
| Preis                | Film                                  | Regie                             | Land / Jahr |
| -------------------- | ------------------------------------- | --------------------------------- | ----------- |
| Preis der Jury       | Echo                                  | Magnus von Horn                   | PL 2009     |
| Publikumspreis       | Penicillin                            | Mike Viebrock                     | D/GH 2009   |
| Internationaler Film | Betty B. & The The's                  | Felix Stienz                      | D 2009      |
| Hochschulfilm        | Uwe + Uwe                             | Lena Liberta                      | D 2009      |
| Animationsfilm       | Danny Boy                             | Marek Skrobecki                   | CH/PL 2010  |
| Vorarlberg Shorts    | Carmen                                | Vanessa Gräfingholt               | A/D 2009    |
| Kinderfilm           | Kuddelmuddel bei Petterson und Findus | Jürgen Lerdam und Anders Sörensen | SE 2009     |

### 2009
| Preis                | Film                                    | Regie                                 | Land / Jahr      |
| -------------------- | --------------------------------------- | ------------------------------------- | ---------------- |
| Preis der Jury       | Freies Land                             | Hannes Treiber                        | D 2008           |
| Publikumspreis       | Edgar                                   | Fabian Busch                          | D 2009           |
| Internationaler Film | Pig                                     | Bosiljka Simonovic                    | F 2008           |
| Hochschulfilm        | Bruder, Bruder                          | Lars Kreyßig                          | D 2007           |
| Animationsfilm       | ex aequo: Die Seilbahn / Milovan Circus | Claudius Gentinetta / Gerlando Infuso | CH 2008 / B 2008 |
| Vorarlberg Shorts    | Love Affair                             | Christian Bitschnau                   | A 2009           |
| Kinderfilm           | Wo ist Winkys Pferd?                    | Mischa Kamp                           | NL/B 2007        |

### 2008
| Preis                  | Film                                 | Regie                                | Land / Jahr |
| ---------------------- | ------------------------------------ | ------------------------------------ | ----------- |
| Preis der Jury         | La peau dure                         | Jean-Bernard Marlin, Benoit Rambourg | FR 2008     |
| Publikumspreis         | Spielzeugland                        | Jochen Alexander Freydank            | D 2007      |
| Professioneller Film   | Son                                  | Daniel Mulloy                        | UK 2007     |
| Hochschulfilm          | Graphit auf Leinwand, 1920 × 1080 px | Hanni Welter                         | D 2007      |
| Animationsfilm         | What's next?                         | Claudia Röthlin, Adrian Flückiger    | CH 2007     |
| Vorarlberg Shorts      | Pandora                              | Alexander Jenny                      | A 2007      |
| Kinderfilm             | Paulas Geheimnis                     | Gernot Krää                          | D 2006      |
| Jean-Thevenot-Medaille | Son                                  | Daniel Mulloy                        | UK 2007     |

### 2007
| Preis                  | Film                               | Regie                          | Land / Jahr |
| ---------------------- | ---------------------------------- | ------------------------------ | ----------- |
| Preis der Jury         | Milan                              | Michaela Kezele                | S/D 2006    |
| Publikumspreis         | Das gefrorene Meer                 | Lukas Miko                     | D/A 2007    |
| Professioneller Film   | Clases Particulares                | Alauda Ruiz de Azúa            | E 2005      |
| Hochschulfilm          | Milan                              | Michaela Kezele                | S/D 2006    |
| Animationsfilm         | Tagebuch einer perfekten Liebe     | Sebastian Peterson             | D 2007      |
| Vorarlberg Shorts      | Die Geschichte von Bernd und Maria | Florian Dünser, Nikolaus Kargl | A 2006/07   |
| Kinderfilm             | Blöde Mütze!                       | Johannes Schmid                | D 2007      |
| Jean-Thevenot-Medaille | Die Kneipe                         | Gabriel Gauchet, Andrzej Kròl  | D 2006      |

### 2006
| Preis                  | Film                                             | Regie                                           | Land / Jahr |
| ---------------------- | ------------------------------------------------ | ----------------------------------------------- | ----------- |
| Preis der Jury         | Máxime pena                                      | Juanjo Giménez                                  | E 2005      |
| Publikumspreis         | Chinese Take Away                                | Felix Binder                                    | D 2005      |
| Professioneller Film   | Le Dossier Satchel                               | Gautier About                                   | F 2005      |
| Hochschulfilm          | Die Babysitterin                                 | Christine Lang                                  | D 2005      |
| Animationsfilm         | Kater                                            | Tine Kluth                                      | D 2005      |
| Vorarlberg Shorts      | Die Schatzgräber                                 | Simon Adamek, Nadja Greisdorfer, Michael Strobl | A 2005      |
| Kinderfilm             | Pietje Bell und das Geheimnis der schwarzen Hand | Maria Peters                                    | NL/D 2002   |
| Jean-Thevenot-Medaille | Goodbye                                          | Steve Hudson                                    | D 2004      |

### 2005
| Preis                  | Film                                     | Regie                   | Land / Jahr       |
| ---------------------- | ---------------------------------------- | ----------------------- | ----------------- |
| Preis der Jury         | Stricteterum                             | Didier Fontan           | F 2004            |
| Publikumspreis         | Agricultural Report                      | Melina Sydney Padua     | F 2004            |
| Professioneller Film   | Mort à l’ecran                           | Alexis Ferrebeuf        | F 2005            |
| Hochschulfilm          | Musca                                    | Ariane Mayer            | D 2005            |
| Animationsfilm         | Bonhommes und Lunolin, petit naturaliste | Cecilia Marreiros Marum | B 2003 und B 2004 |
| Kinderfilm             | Der Fakir                                | Peter Flinth            | DK 2004           |
| Jean-Thevenot-Medaille | Ego Sum Alpha Et Omega                   | Jan-Peter Meier         | D 2005            |

### 2004
| Preis                  | Film                   | Regie            | Land / Jahr |
| ---------------------- | ---------------------- | ---------------- | ----------- |
| Preis der Jury         | Green Oaks             | Ruxandra Zenide  | CH 2003     |
| Publikumspreis         | The Man Without a Head | Juan Solanas     | F 2003      |
| Professioneller Film   | Passing Hearts         | Johan Brisinger  | S 2003      |
| Hochschulfilm          | Air Square             | Marcus J. Carney | A 2002      |
| Animationsfilm         | Escape                 | John Rice        | IRL 2003    |
| Kinderfilm             | Zwei kleine Helden     | Ulf Malmros      | S 2002      |
| Jean-Thevenot-Medaille | Liebe auf türkisch     | Özgür Yıldırım   | D 2003      |

### 2003
| Preis                  | Film                          | Regie           | Land / Jahr |
| ---------------------- | ----------------------------- | --------------- | ----------- |
| Preis der Jury         | Opus                          | Frieder Wittich | D 2002      |
| Publikumspreis         | Talks                         | Mickel Rentsch  | D 2002      |
| Professioneller Film   | Der Plan des Herrn Thomaschek | Ralf Westhoff   | D 2002      |
| Hochschulfilm          | Pensée Assise                 | Mathieu Robin   | F 2002      |
| Animationsfilm         | Nosferatu Tango               | Zoltán Horváth  | CH 2002     |
| Kinderfilm             | Olsenbande Junior             | Peter Flinth    | DK 2001     |
| Jean-Thevenot-Medaille | Rio                           | Oliver Bardy    | F 2001      |